# Maria Letizia Bonaparte

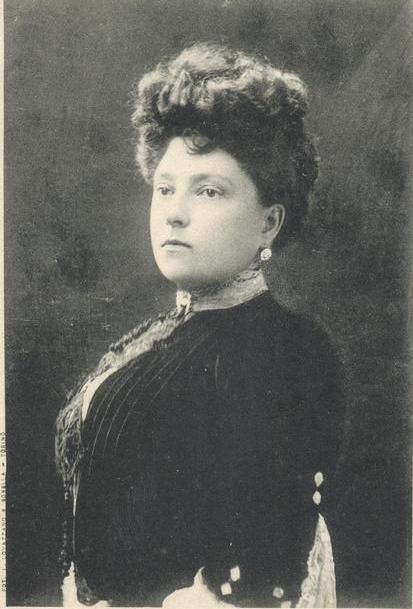
Maria Letizia Bonaparte

 Maria Letizia Eugénie Catherine Adélaïde Bonaparte  (* 20. November 1866 in Paris; † 25. Oktober 1926 in Moncalieri) war die zweite Frau von Amadeus Ferdinand Maria von Savoyen, Herzog von Aosta, dem früheren König von Spanien.
Maria Letizia Bonaparte wurde am 20. November 1866 in Paris als Tochter von Prinz Jérôme Napoléon und Maria Clothilde von Savoyen geboren. Ihr Vater war der Sohn von Jérôme Bonaparte, dem vormaligen König von Westphalen und Bruder Kaiser Napoleon I. Kaiser Napoleon III. war ihr Onkel 2. Grades. Ihre Mutter war die Tochter des italienischen Königs Viktor Emanuel II. Ihren Namen erhielt sie nach ihrer Urgroßmutter Laetitia Ramolino, der Mutter Napoleons. 
Am 11. September 1888 heiratete Maria Letizia Bonaparte ihren Onkel, Amadeus Ferdinand Maria von Savoyen. Dieser war von 1871 bis 1873 König von Spanien. Seine erste Gemahlin Maria del Pozzo della Cisterna war 1876 verstorben. Aus der Ehe ging Umberto Maria Vittorio Amedeo Giuseppe (1889–1918), Herzog von Salemi, hervor, der im Ersten Weltkrieg fiel. Nach dem Tod der Kaiserin Eugénie (1920), der Frau Napoleons III., erbte sie deren Villa Cyrnos, unweit Monaco.
Maria Letizia Bonaparte starb, fast 60-jährig, in Moncalieri und wurde in der Familiengruft des Hauses Savoyen in der Basilika di Superga in Turin beigesetzt.